# Sulcarius bispinosus
Sulcarius bispinosus är en stekelart som först beskrevs av Rudow 1886.  Sulcarius bispinosus ingår i släktet Sulcarius och familjen brokparasitsteklar. Arten är reproducerande i Sverige. Inga underarter finns listade i Catalogue of Life.